# WrestleMania XXVI
WrestleMania XXVI  a fost cea de-a douăzecișișasea ediție a pay-per-view-ului WrestleMania organizat de World Wrestling Entertainment. Evenimentul a avut loc pe data de 28 martie 2010 în arena University of Phoenix Stadium din Glendale, Arizona.
WrestleMania 26 este a treia gală desfășurată în aer liber (primul spectacol de acest fel fiind WrestleMania IX).

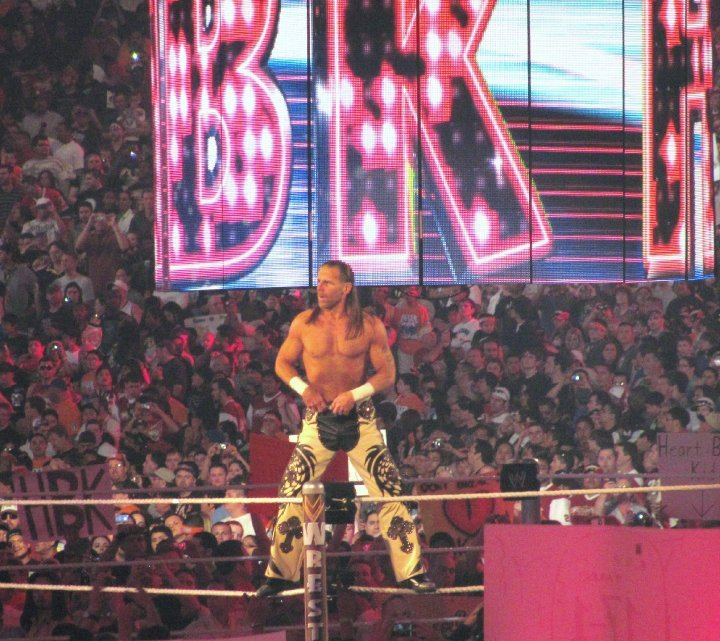
Shawn Michaels' Wrestlemania XXVI entrance

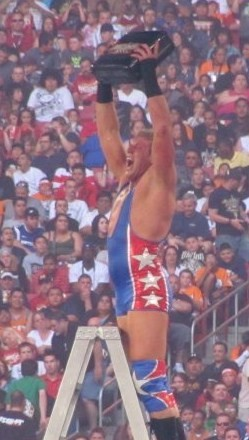
Jack Swagger wins MITB

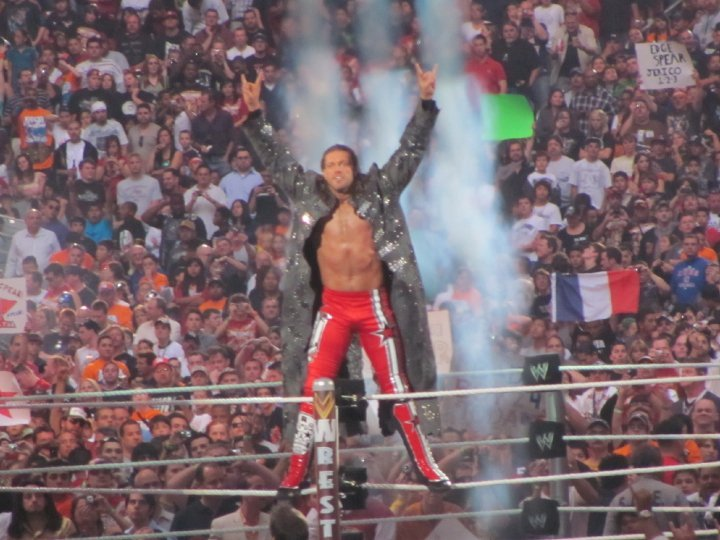
Edge's Wrestlemania XXVI entrance

## Rezultate
- 26-Man Battle Royal 
  - Yoshi Tatsu a câștigat meciul, eliminându-l ultimul pe Zack Ryder.
- Unified WWE Tag Team Championship: The Miz si Big Show i-a învins pe John Morrison si R-Truth păstrându-și campionatele pe echipe (3:24)
  - Show l-a numărat pe Morrison, după aplicarea unui KO Punch.
- Triple Threat match: Randy Orton i-a învins pe Cody Rhodes si Ted DiBiase  (9:01)
  - Orton l-a numărat pe DiBiase, după aplicarea unui RKO.
- Money in the Bank: Jack Swagger i-a învins pe Christian, Dolph Ziggler, Kane, Shelton Benjamin, Montel Vontavious Porter, Matt Hardy, Evan Bourne, Drew McIntyre, Kofi Kingston (13:44)
  - Swagger a castigat după ce a luat servieta suspendată
  - Aceasta a fost ultima lupta Money in the Bank la Wrestlemania
- Triple H l-a învins pe Sheamus (12:09)
  - Triple H l-a numărat pe Sheamus, după aplicarea unui Pedigree
- Rey Mysterio l-a învins pe CM Punk (6:30)
  - Mysterio l-a numărat pe Punk, dupa aplicarea unui 619 urmat de un Springboard Splash
- No Holds Barred Lumberjack match Bret Hart l-a învins pe Vince McMahon (cu Bruce Hart arbitru special) (11:09)
  - Hart l-a numărat pe McMahon, după aplicarea unui Sharpshooter
- WWE World Heavyweight Championship: Chris Jericho l-a învins pe Edge păstrându-și titlul (15:48)
  - Jericho l-a numărat pe Edge, după aplicarea unui Codebreaker.
  - In timpul meciului Jericho l-a atacat pe Edge cu campionatul
- Vickie Guerrero, Maryse, Michelle McCool, Alicia Fox si Layla le-a învins pe Beth Phoenix, Gail Kim, Kelly Kelly, Mickie James si Eve Torres(3:36)
  - Vickie a numărato pe Kelly, după aplicarea unui Cougar Splash.
- WWE Championship: John Cena l-a învins pe Batista câștigând titlul WWE Championship (13:31)
  - Cena l-a făcut pe Batista sa cedeze dupa un STF
- Streak vs. Carrer No Disqualification Match The Undertaker l-a învins pe Shawn Michaels (24:04)
  - The Undertaker a câștigat dupa un Tombstone Piledriver remânând neînvins la WrestleMania, recordul său urcând la 18-0.
  - In consecinta infrangeri, Michaels sa retras din wrestling
  - Dupa meci Undertaker la ajutat pe Michaels sa ridice in semnal de respect